# Chancellerie de Strasbourg
La chancellerie de Strasbourg est un édifice disparu, situé autrefois à côté de la Pfalz, l’ancien hôtel de ville également disparu, dans la moitié nord de ce qui est devenu la place Gutenberg et le début de la rue des Serruriers. Construit vers 1464, le bâtiment est destiné à compléter le cœur administratif formé par la Pfalz et la Monnaie en abritant la salle d’audience de l’Ammeister, les archives judiciaires, l’état-civil et le secrétariat général de la Ville. Endommagé par un incendie en 1686, le bâtiment reste en usage jusqu’à la fin du XVIIIe siècle, mais est détruit peu de temps après la Révolution française.
Outre ses importantes fonctions administratives, le bâtiment de la chancellerie a fait l’objet d’études approfondie en raison de son portail réalisé par Nicolas de Leyde, chef d’œuvre de la sculpture de la deuxième moitié du XVe siècle. De celui-ci ne subsistent toutefois que deux têtes et peut-être un buste, ce dernier étant probablement un autoportrait de l’architecte.

## Historique

### Premières constructions
Au XIVe siècle, le pouvoir administratif de Strasbourg, le Magistrat, siège à la Pfalz, l’hôtel de ville construit en 1321. Toutefois, à partir du XVe siècle, la croissance de l’administration fait que ce bâtiment devient trop petit et les services sont dispersés dans d’autres immeubles aux alentours. Afin de résoudre ce problème, le Magistrat décide au début des années 1460 de construire un nouveau bâtiment derrière la Pfalz. L’objectif est de regrouper dans un même lieu la salle d’audience de l’Ammeister, les archives judiciaires, le bureau de l’état-civil et le secrétariat général de la Ville. L’espace étant déjà occupé par des immeubles appartenant en majorité à la paroisse Saint-Martin, la municipalité est contrainte de se lancer à partir de 1461 dans une coûteuse campagne d’acquisitions et d’expropriations avant de pouvoir les démolir pour libérer l’emplacement prévu. 
Les travaux débutent en 1462 et s’achèvent à la Pâques 1464,. L’identité de l’architecte n’est pas totalement certaine : il est certain que le sculpteur Nicolas de Leyde est chargé de la construction du portail, mais les sources sont contradictoires quant au fait qu’il ait réalisé le reste du bâtiment ou non ; il est possible que plusieurs architectes aient collaboré sur le chantier. Ici aussi les frais engagés sont importants, Nicolas de Leyde étant payé la somme importante de 234 florins pour la seule construction du portail et son entretien pendant vint ans. Les sommes consacrées au chantier, ainsi que le recours au sculpteur le plus réputé de la région sont des signes du prestige du bâtiment, bien qu’il soit construit en retrait de la Pfalz.
L’édifice fait l’objet en 1542 d’une restauration, sous la direction de Bernhard Nonnenmacher et Hans Spiegel. celle-ci est peut-être accompagnée d’une renouvellement du décor architectural, mais même si c’est le cas, ces altérations sont restées relativement mineures. Les grands changements interviennent en 1566 : l’administration municipale se trouvant à nouveau à l’étroit, le Magistrat décide d’agrandir la chancellerie. Pour ce faire, un grand nombre de maisons se trouvant entre les actuelles rue Gutenberg et rue des Serruriers sont rachetées et démolies avant le début de la construction en mai 1566, celle-ci s’achevant en 1569.

### Incendie de 1686
Dans la nuit du 13 au 14 novembre 1686, la chancellerie est ravagée par un incendie. Les dommages sont considérables : la toiture et le deuxième étage du bâtiment de 1463, où se trouvait la salle de réunion des XIII, ont entièrement disparus, et la salle d’audience de l’Ammeister, au premier étage est également détruite, de même que le logement du syndic qui y était accolé. Plus grave, le feu entraîne la perte d’une grande partie des archives, notamment des plus récentes qui se trouvaient dans les bureaux. Une commission d’enquête est formée le 14 novembre 1686 et accuse presque immédiatement le syndic, dont la cheminée mal entretenue aurait déclenchée l’incendie. L’incendie suscite toutefois des troubles au sein de la population, dont une partie considère que le bâtiment a volontairement été incendié afin de détruire des documents d’archives prouvant que les XIII avaient trahis la République de Strasbourg en la livrant à Louis XIV cinq ans plus tôt.
Bien que la reconstruction soit évoquée, rien n’est fait faute de moyens et le bâtiment est simplement couvert d’une toiture provisoire afin de permettre de continuer d’utiliser les étages inférieurs. Bien que de petits travaux d’aménagement aient lieu à l’intérieur, l’absence général d’entretien amène l’ensemble des bâtiments à se dégrader davantage dans les décennies qui suivent.

### Destruction
Les bâtiments de la chancellerie sont dans un état de délabrement très avancé dans les années 1780, bien qu’ils soient toujours occupés par de nombreux services municipaux, notamment financiers, dont la chambre des aumônes, la chambre des contrats, l’Umgeld et la loterie des enfants trouvés. Le 21 juillet 1789, le Neubau et la chancellerie sont saccagés par des émeutiers. En l’absence de toute réaction du général Rochambeau, commandant la place, le prince de Darmstadt et le baron de Esbecke, commandants respectivement le régiment régiment Royal-Hesse-Darmstadt et le régiment d'Alsace finissent par prendre par eux-mêmes l’initiative de rétablir l’ordre et chassent les pillards des bâtiments.
Après cet épisode, la chancellerie reste en grande partie abandonnée, seul le tribunal civil y ayant encore des locaux. Les bâtiments sont alors mis en vente le 16 mai 1793, mais en 1794 le nouveau Corps municipal considère qu’au vu de l’état des constructions, il est préférable de les raser, ce qui permettrait en même temps d’améliorer l’alignement des rues et de la place Gutenberg, alors place de la Révolution.